# Пластинчасті гриби
Пластинчасті гриби – група базидіальних вищих грибів із пластинчастим гіменофором. Поруч із трубчастими грибами, це найвідоміша група грибів, збираних людиною.
Раніше всі пластинчасті гриби поєднували в одне сімейство агарикових; пізніше багато пологів класифікували в сімейства, і тоді їх рознесли за іншими порядками.
Зовнішній вигляд
У більшості пластинчастих грибів плодові тіла однорічні, м'ясисті, рідше шкірясті, вирости гіменофора розташовані на нижній стороні капелюшка, радіально, у вигляді пластинок, що несуть спороносний шар.